# Kate Bush
Catherine Bush, detta Kate (Bexleyheath, 30 luglio 1958), è una cantautrice, musicista, ballerina e produttrice discografica britannica.
Conosciuta per la sua voce sopranile, ha avuto un successo internazionale a partire dal suo debutto nel 1978 con la hit Wuthering Heights ispirata all'omonimo romanzo di Emily Brontë. Il brano rimase al numero uno nelle classifiche di quasi tutto il pianeta, oltre a farle guadagnare un encomio dalla Brontë Society. Oltre a tale brano altri sono stati i successi che scalarono le vette delle classifiche internazionali negli anni come Babooshka, Moving, Running Up That Hill, The Sensual World, Army Dreamers, The Man with the Child in His Eyes, Don't Give Up (in coppia con Peter Gabriel), This Woman's Work, Cloudbusting, Hounds of Love.
È considerata una tra le artiste inglesi più eccentriche e talentuose, e secondo recensioni giornalistiche, la cantautrice con il più cospicuo patrimonio di tutto il Regno Unito, con oltre 40 milioni di dollari. È stata la prima artista femminile ad aver raggiunto la prima posizione della classifica inglese con una canzone composta da lei (Wuthering Heights) e con un album, Never for Ever, e successivamente con diversi altri lungo tutta la sua carriera. È inoltre l'unica (al 2013) ad aver avuto almeno un album in top 5 in cinque decenni consecutivi. Con il suo stile singolare, Kate Bush ha influenzato la musica di molti altri artisti, da Elizabeth Fraser dei Cocteau Twins a Sinéad O'Connor e Björk, dai The Cure ai The Futureheads (questi ultimi hanno realizzato una cover della canzone Hounds of Love) fino a Tricky e Tori Amos.
Scoperta da David Gilmour, con cui ha anche duettato dal vivo in varie occasioni, ha lavorato con Peter Gabriel in due dei suoi album (in entrambi i casi contribuendo a hit di successo: Games Without Frontiers e Don't Give Up); Gabriel è inoltre apparso in uno speciale televisivo su di lei nel 1979, duettando in Another Day, canzone che doveva essere prodotta come singolo con un video già girato e visibile nello special con Kate e Peter che a seguito di incomprensioni pongono fine al loro rapporto amoroso. Il singolo che avrebbe dovuto avere come lato B la canzone Ibiza, non fu più lanciato, ma rimane il video all'interno dello special, considerato dalla critica ben riuscito e toccante. Roy Harper è un altro collaboratore frequente di Kate Bush: compare nella sua canzone Breathing e la Bush compare negli album di Harper HQ, Once (entrambi anche con Gilmour) e The Unknown Soldier. Ha spesso cantato in duetti con Midge Ure, Big Country e altri artisti nei loro album. Molti artisti importanti hanno lavorato con lei in alcuni dei suoi più recenti album, a partire dal chitarrista rock Jeff Beck, il chitarrista Ian Bairnson, il batterista jazz/rock Stuart Elliott, Eric Clapton, il chitarrista classico John Williams, gli artisti folk Trio Bulgarka, Prince ed Elton John. Eccezion fatta per alcune cover, è la sola autrice di tutti i suoi brani, sia per le musiche che per i testi.

## Biografia
Nata nel 1958, fu introdotta nell'ambiente discografico dall'amico David Gilmour dei Pink Floyd, che riconobbe il suo talento e finanziò le sue prime sessioni demo attirando l'attenzione della propria casa discografica, la EMI. Da allora hanno lavorato spesso insieme, sia su progetti occasionali, che in concerto.
Nei primi anni della sua adolescenza Kate studia danza, mimo e prosegue i suoi studi musicali al pianoforte iniziati all'età di soli 5 anni. Tra il 1973 e l'anno di debutto l'artista ha modo di comporre alcuni di quelli che successivamente sono stati i suoi primi successi: Moving dedicata al maestro Lindsay Kemp, già maestro di David Bowie, appartenente all'album di esordio The Kick Inside, estratta come singolo e numero 1 in Giappone; Them Heavy People anch'esso singolo e che raggiunse il terzo posto in classifica, The Man with the Child in his Eyes che raggiunse anch'esso la terza posizione, oltre a più di 200 demo, la maggior parte dei quali mai pubblicati, e divenuti oggetto di culto da parte dei fans.
Anche nei suoi primi lavori dove il piano era lo strumento primario, la Bush ha raccolto influenze diverse, fondendo musica classica, rock e un'ampia gamma di suoni etnici e folk. Più di un critico ha usato il termine "surreale" per descrivere la sua musica. L'uso non apologetico della voce è uno dei suoi tratti distintivi. Ha affrontato argomenti delicati e tabù molto prima che farlo fosse "di moda"; Kashka from Baghdad è una canzone che parla di una coppia omosessuale, tema presente anche nella canzone Wow; Breathing analizza le conseguenze di un disastro nucleare. I suoi testi sono ricchi di citazioni colte e talvolta relativamente oscure, come il riferimento a Wilhelm Reich in Cloudbusting, o a G. I. Gurdjieff in Them Heavy People.

### Anni settanta: l'esordio

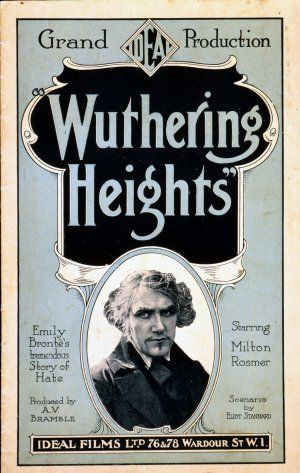
La canzone Wuthering Heights prende nome dal famoso libro di Emily Brontë

La sua prima apparizione televisiva avvenne in Germania all'interno del programma Bio's Bahnhof con il singolo Wuthering Heights, primo estratto dall'album The Kick inside il 9 febbraio del 1978; in Gran Bretagna esordì il 16 febbraio dello stesso anno con Top of the Pops; mentre negli Stati Uniti d'America fece la sua prima comparsa al Saturday Night Live il 9 dicembre sempre del 1978. In quello stesso anno Wuthering Heights, che era stato al primo posto nelle classifiche per mesi, si aggiudicò il primo posto al Festivalbar al quale Kate partecipò venendo così in Italia per la prima volta. Del brano esistono diversi video musicali, in ognuno dei quali l'artista si cimenta in ruote, capovolte e rovesciate, dando dimostrazione delle sue particolari capacità anche come ballerina. Il disco di esordio doveva presentare come primo singolo la canzone, James and the cold gun, caratterizzato da un arrangiamento più marcatamente rock, ma la Bush preferì optare per il brano Wuthering heights. The Kick inside trovò un grosso riscontro commerciale a livello planetario, raggiungendo la top five e la prima posizione in classifica in diversi paesi.
Da questo furono estratti altri 4 singoli: Moving caratterizzato da un arrangiamento sinuoso e alquanto sofisticato, con in apertura ed in chiusura il canto delle balene, ed alla cui produzione hanno collaborato artisti come The Alan Parsons Project e David Gilmour, chitarrista dei Pink Floyd . Il singolo fu estratto per il mercato giapponese dove, alla seconda settimana dall'uscita, aveva conquistato anch'esso la prima posizione in classifica. La Bush si esibì con il pezzo, tra gli altri, al Tokyo Music Festival ed al BBC Saturday Nights. Del brano esistono due differenti video musicali. Them heavy people fu il terzo singolo estratto, che riuscì a raggiungere la top ten nel Regno Unito e ad aggiudicarsi la terza posizione nella classifica giapponese. Il pezzo fu scelto per la pubblicità degli orologi Seiko, dove si vede uno dei due video realizzati per la commercializzazione del brano. ll mese successivo arrivò anche il quarto singolo The man with the child in his eyes che ebbe anch'esso buoni riscontri commerciali, scalando le classifiche internazionali ed aggiudicandosi, come il precedente, la terza posizione in classifica, questa volta nel mercato irlandese. Fu presentata in diverse trasmissioni, fra le quali va ricordata l'esibizione al Saturday Night Live. Il brano fu composto al pianoforte dall'autrice quando aveva soli 15 anni sotto la supervisione di David Gilmour e registrato nel 1975 presso gli studi EMI di Londra, assieme ai brani The saxophone song e la bellissima Humming, dedicata a David Bowie, pubblicata inspiegabilmente solo nel 2018. La prima versione di quest'ultima, datata 1973, fu registrata in una sessione assieme ad altri 15/20 brani dei quali faceva parte anche Passing trough air, che ne condivide gli arrangiamenti. Humming fu trasmessa alla radio nel 1978 alla presenza della stessa autrice, lasciando supporre una successiva pubblicazione. Il quinto ed ultimo singolo dell'album fu Strange phenomena pubblicato nel 1979. Il brano, come gli altri particolarmente orecchiabile, fu destinato al mercato dell'America latina, in particolare per Argentina e Brasile. In Italia l'autrice si aggiudicò il Telegatto come miglior rivelazione straniera dell'anno. Nello stesso anno partecipò come superospite alla ventinovesima edizione del Festival di Sanremo eseguendo i brani Wow e Hammer Horror entrambi tratti dal secondo album: Lionheart. Hammer Horror fu il primo singolo estratto per il mercato internazionale ed entrò in top ten nel Regno Unito, mentre Wow riuscì ad aggiudicarsi la quattordicesima posizione. Il terzo singolo dell'album, Symphony in blue, fu estratto per il mercato giapponese e canadese. Il secondo album Lionheart ebbe buoni riscontri internazionali entrando in top five nelle classifiche di diversi paesi. Sempre nel 1979 l'autrice realizza uno special natalizio dove propone dal vivo alcuni dei brani appartenenti ai primi due album ed ai relativi singoli e b-side, duettando inoltre con Peter Gabriel nella canzone Another day, che doveva essere destinata a diventare un singolo. Il video del brano, già realizzato, è visibile all'interno dello speciale stesso.
Ad aprile del 1979 Kate Bush si cimenta in quello che sarebbe stato il suo primo ed unico tour per i successivi trent'anni fino a Before the dawn. Le ragioni della sua scelta non sono note e sono state fatte varie ipotesi, tra queste il fatto che l'artista voglia controllare totalmente il prodotto finale, il che è incompatibile con l'esibizione dal vivo sul palco. Si sono registrate però anche voci di una irresistibile paura di volare e si è anche ipotizzato un profondo shock per la morte a soli 21 anni di Bill Duffield, il suo direttore delle luci, che morì in un incidente durante il suo concerto del 20 aprile 1979 al London Palladium cadendo da un'altezza di sei metri. La Bush tenne un concerto di beneficenza per la sua famiglia all'Hammersmith Odeon di Londra il 12 maggio, con Peter Gabriel e Steve Harley. Dal tour del '79 intitolato Tour of life venne pubblicato l'EP On stage contenente solo alcuni brani tratti dall'esibizione, che entrò in top ten. Tra il 1978 e la fine del 1979 l'autrice era presente nelle classifiche mondiali con ben 12 dischi, tre dei quali al numero 1, altri tre nelle top five e due nelle top ten.

### Anni ottanta: la conferma del successo

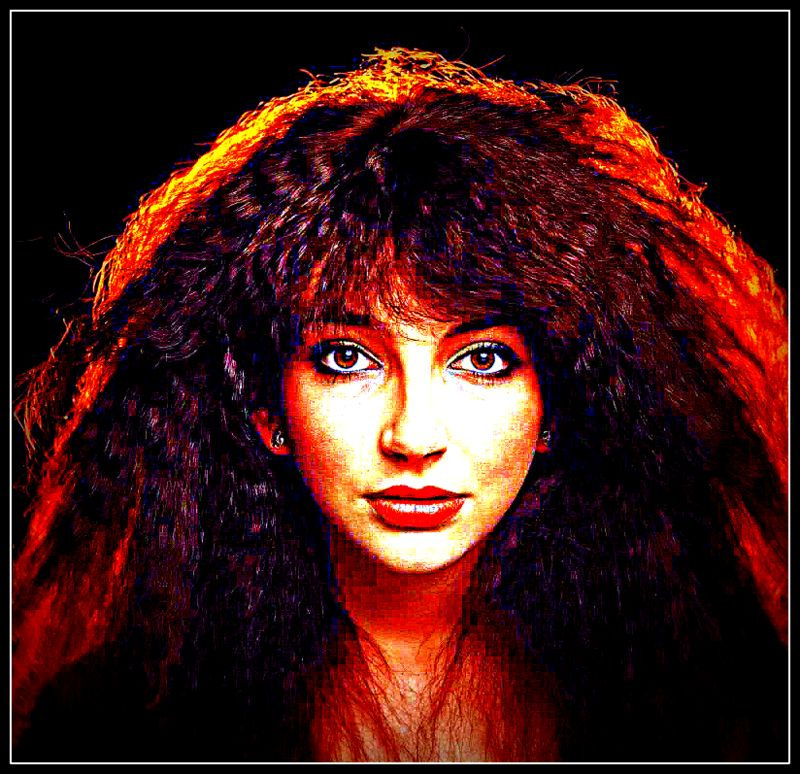
Ritratto di Kate Bush

Nel 1980 la Bush è nuovamente ai vertici delle classifiche, prima con il singolo "shock" Breathing, caratterizzato da nuovi arrangiamenti e sonorità rispetto ai singoli precedenti. Il brano, che anticipa la pubblicazione dal terzo album Never for Ever, tratta il disastro post nucleare, e nel video l'artista simula la vita prenatale all'interno dell'utero materno. Il secondo singolo estratto è la nuova hit internazionale, Babooshka, che raggiunge i primi posti nelle classifiche di tutto il pianeta. Il brano racconta di una donna sposata che decide di mettere alla prova la fedeltà del marito. Nel celeberrimo videoclip Kate Bush, con addosso una tutina nera aderente e un velo scuro in testa, per enfatizzare la moglie amareggiata, utilizza un contrabbasso come metafora del marito, mimando il suo pugnalarsi per l'atto infedele. Diversamente, nel ritornello, si esibisce con uno stravagante costume di foggia vagamente russa per impersonare il suo alter ego Babooshka. Tale abito è basato su un'illustrazione di Chris Achilleos. Tra le diverse interpretazioni internazionali del brano, l'autrice ebbe modo di esibirsi in più occasioni in Italia tra le quali alla XVI mostra internazionale della musica leggera di Venezia.
L'album Never for Ever esce a settembre dello stesso anno e raggiunge nuovamente il primo posto in classifica in diversi paesi. Per l'incisione dell'album la cantautrice si avvale nuovamente di collaborazioni d'eccezione tra le quali vanno ricordate Ian Bairnson degli The Alan Parsons Project e Roy Harper. Un ulteriore singolo, Army Dreamers, entra nelle classifiche internazionali riconfermando il successo della Bush e conquistando il secondo posto nella classifica israeliana. Il singolo "natalizio" December Will Be Magic Again, uscito alla fine del 1980, avrà anch'esso un discreto successo tanto che successivamente verrà scelto da Elton John per essere inserito nella propria raccolta Elton John's Christmas Party. La cantante aveva anche contribuito al terzo album di Peter Gabriel, uscito nello stesso anno; è sua la voce che canta il ritornello "jeux sans frontières" nel brano Games Without Frontiers. La Bush include il nome di Gabriel fra i ringraziamenti nell'album Never for Ever. Sempre nel 1980 l'artista partecipa all'album The Unknown Soldier duettando con Roy Harper nella canzone You.
Il 1981 vede l'uscita del singolo Sat in Your Lap, che ottiene un discreto successo di vendita. Il brano presenta una nuova direzione nelle sonorità utilizzate dall'artista, con l'utilizzo di percussioni a ritmo incalzante grazie all'ausilio di nuove tecnologie all'avanguardia per l'epoca. Il brano apre l'album The Dreaming, uscito nel 1982, che avrà un successo minore rispetto all'album precedente pur raggiungendo la terza posizione nel Regno Unito ed entrando in top five in altri paesi. L'album sarà il meno venduto della carriera della cantante. Il singolo The Dreaming, che fu presentato alla XVIII mostra internazionale della musica leggera di Venezia, e There Goes a Tenner non raggiungeranno i primi quaranta posti delle classifiche. Il quarto singolo Suspended in Gaffa riesce invece a riscuotere un tiepido successo. Nel 1983 viene pubblicato il singolo Ne t'enfuis pas per il mercato francese e canadese. Il brano non fu incluso in alcun album, ma inserito solo successivamente nella raccolta This Woman's work. A novembre dello stesso anno viene estratto l'ultimo singolo dell'album, Night of the swallow, molto apprezzato dalla critica e caratterizzato da sonorità che richiamano la tradizione scozzese ed irlandese. Nello stesso anno viene pubblicato l'EP intitolato semplicemente Kate Bush, per il mercato statunitense e canadese.
Nel 1985 viene pubblicato l'album Hounds of Love preceduto dal singolo Running Up That Hill (A Deal With God) che riscuote nuovamente un successo internazionale, scalando i primi posti delle classifiche di tutto il pianeta. Della canzone esistono inoltre diverse cover tra le quali va ricordata quella dei Within Temptation e dei Placebo. Il brano fu scelto nel 2012 come sigla delle olimpiadi, reinciso e ripubblicato per l'occasione, riuscì nuovamente a raggiungere ottimi piazzamenti in classifica (sesto posto nel Regno Unito). L'album, Hounds of love, è diviso in due parti corrispondenti ai due lati del disco: The Hounds of Love e The Ninth Wave e sarà fra i più venduti dell'artista raggiungendo anche in questo caso la prima posizione nelle classifiche di vari paesi. Oltre al primo singolo, furono estratti altri tre singoli di successo: Cloudbusting, che entrò nelle classifiche internazionali, raggiungendo la seconda posizione in Polonia. Al videoclip partecipò l'attore Donald Sutherland, nel quale sperimentava una macchina per la produzione di nubi cariche di pioggia, macchina progettata e realizzata per l'occasione dai costruttori di Alien. Hounds of love, terzo singolo estratto, il cui video fu ispirato al film di Alfred Hitchcock: il club dei 39, conquistò la top ten.The big sky fu estratto ad aprile del 1986 e candidato agli MTV video music awards. Nello stesso anno l'artista collaborò nuovamente con Peter Gabriel, con il brano Don't Give Up dall'album So che ottenne un buon riscontro commerciale entrando in top five nelle classifiche internazionali. Sempre nel 1986 uscì la prima raccolta di successi della Bush The Whole Story, che conquistò la prima posizione, e dalla quale venne estratto un nuovo singolo, Experiment IV, che riporta come b-side la nuova registrazione vocale della celeberrima Wuthering Heights.
Nel 1987 venne pubblicato il singolo Be kind to my mistakes, colonna sonora del film con Oliver Reed e Amanda Donohoe Castaway, la ragazza Venerdì; nello stesso anno l'artista partecipò assieme a Paul Mc Cartney e Boy George al singolo Let it be.
Nel 1989 la Bush chiude il decennio con il suo sesto album inedito The Sensual World. Sia l'album che il singolo omonimo, che riprende il monologo di Molly ne l'Ulisse di James Joyce, confermano nuovamente il successo della cantante. In particolare l'album riuscirà a raggiungere la seconda posizione e vede nuovamente l'autrice avvalersi di prestigiose collaborazioni, fra le quali il noto compositore di colonne sonore Michael Kamen e David Gilmour. Il primo singolo ad essere estratto è proprio The sensual world che riscuote un ottimo successo internazionale raggiunge la quarta posizione in Polonia e la top ten in altri paesi. Il secondo singolo This woman's work viene scelto come colonna sonora del film con Kevin Bacon e Elizabeth McGovern: Un amore rinnovato (tesoro è in arrivo un bebè), riscuotendo un buon successo di vendita. Il terzo singolo estratto è Love and anger nel 1990.

### Anni novanta e momentaneo ritiro dalla scena musicale
All'inizio del decennio esce il cofanetto intitolato This Woman's Work, una raccolta su CD degli album di Kate Bush registrati in studio, i "lato B" e remix di vari singoli che escono per la prima volta in formato digitale. Sempre nel 1990 esce l'EP Aspect of the sensual world che contiene il brano Ken apprezzato dalla critica e dal pubblico ed utilizzato come colonna sonora della serie televisiva britannica GLC. Nel 1991 esce una cover del brano Rocket Man di Elton John, inserito nell'album Two Rooms, il singolo riesce ad aggiudicarsi la seconda posizione.
Nel 1993 diresse e interpretò un cortometraggio, The Line, the Cross and the Curve, un musical con Miranda Richardson come coprotagonista e con le musiche tratte dall'album The Red Shoes, a sua volta ispirato dal film Scarpette rosse. L'album riscuote un buon successo internazionale, raggiungendo il secondo posto in classifica. Il disco vede inoltre la collaborazione di artisti prestigiosi tra le quali vanno citati: Jeff Beck, Eric Clapton, Michael Kamen e Prince. Quest'ultimo, oltre che in veste di musicista, duetta con la cantautrice nella canzone Why should I love you?. Il primo singolo estratto dall'album è Rubberband girl che raggiunge la settima posizione in classifica. Secondo singolo estratto fu Eat the music che si aggiudica la top ten, seguito dal terzo singolo Moments of pleasure. The red shoes è il quarto singolo pubblicato ad aprile del 1994 e riporta sulla copertina l'autrice in coppia con l'attrice Miranda Richardson. Nello stesso anno registra la canzone The man I love, tributo a George Geshwin. A novembre viene pubblicato il quinto ed ultimo singolo dell'album And So is love.
Nel 1996 ha partecipato alla compilation Common Ground - Voices of Modern Irish Music con lo splendido brano tradizionale Mná na hÉireann (women of Ireland). Nonostante il successo e una rinnovata direzione musicale dell'artista, si ritira effettivamente dalla scena musicale, forse a causa della morte del chitarrista e collaboratore Alan Murphy, la fine del suo rapporto affettivo con il musicista e collaboratore Del Palmer e la perdita della madre. Nel 1998 diede alla luce un bambino, il cui padre è il chitarrista Danny MacIntosh.

### Anni duemila: il ritorno

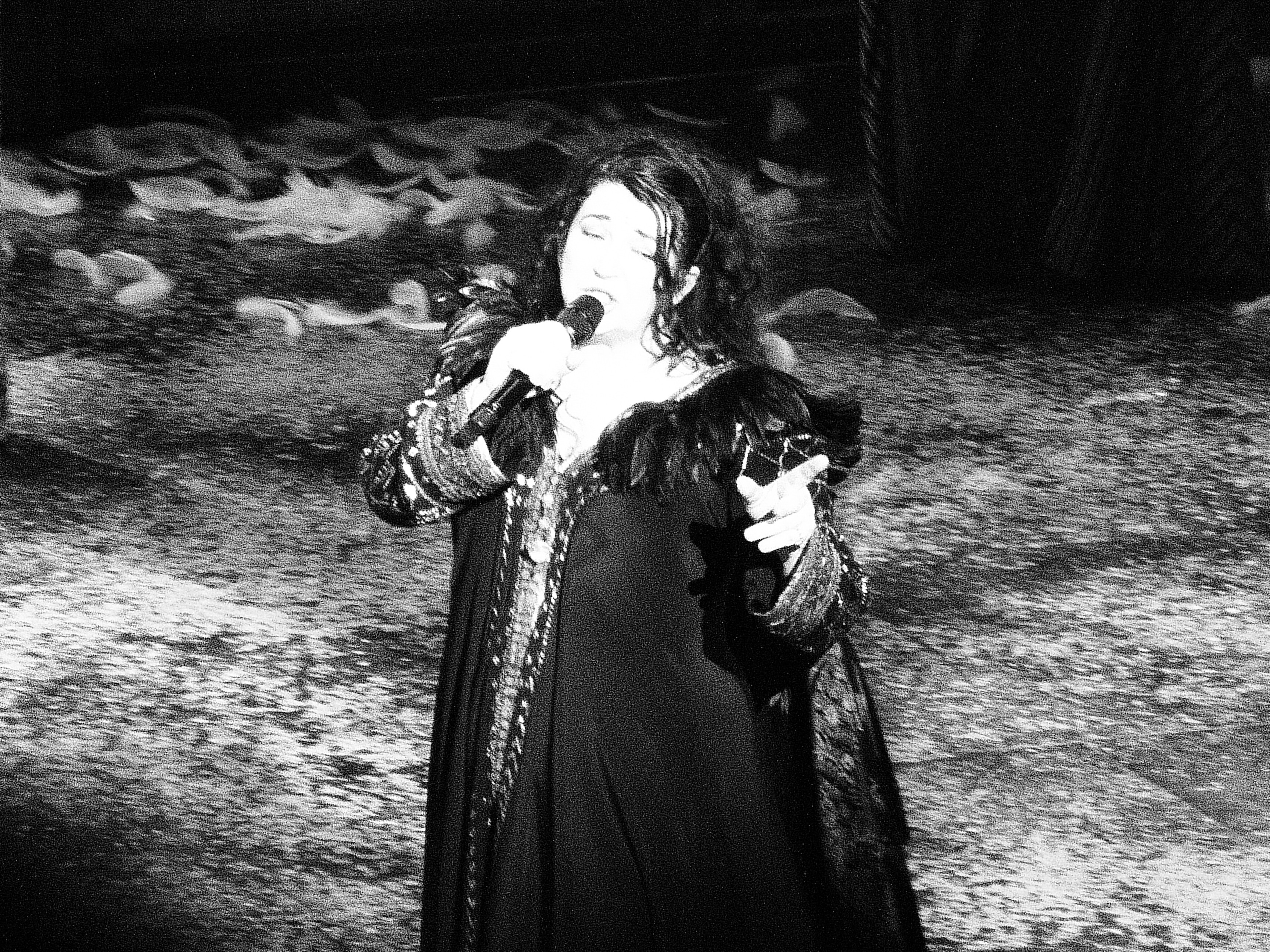
Kate Bush si esibisce dal vivo, dopo 35 anni, all'Eventim Apollo di Londra

A più di dieci anni dal suo ultimo album, nel dicembre 2004 scrisse una lettera ai fan in cui annunciava un album per l'anno successivo. L'album doppio Aerial è uscito il 7 novembre 2005, superando il milione di dischi già nella prima settimana e venendo accolto molto positivamente dalla critica. Nel 2007 la cantautrice ha collaborato alla colonna sonora del film fantasy La bussola d'oro con la canzone Lyra. Ha dato il nome ad un personaggio della serie televisiva giapponese Victory Gundam: è uno dei membri dello Shrike Team, chiamati così in onore di alcune cantanti del XX secolo.
Nel 2011 la Bush decise di fondare una propria casa discografica, distribuita dalla Universal, perché il suo contratto con la EMI era saltato, causa l'acquisizione della casa discografica da parte di Vivendi. Il 16 maggio 2011 è stato pubblicato Director's Cut, album in cui ha rivisitato una selezione di brani tratti da The Sensual World e The Red Shoes. Nel frattempo ha anche lavorato a un disco di inediti,, 50 Words for Snow, pubblicato il 21 novembre dello stesso anno. Il 1º maggio 2012, in occasione della premiazione del suo ultimo album ai South Bank Sky Arts Awards, è riapparsa in pubblico dopo un'assenza pluridecennale.. Il brano Running up that Hill viene scelto come sigla per le Olimpiadi di Londra del 2012 e, a tal proposito, l'autrice ne incide una nuova versione. Il 10 aprile 2013 ha ricevuto dalla regina Elisabetta II del Regno Unito, presso il Castello di Windsor, il titolo di Commander of the British Empire.
Nel 2014, dopo ben 35 anni, Kate Bush ritorna a cantare dal vivo in una serie di concerti tra agosto e settembre 2014 all'Eventim Apollo di Londra (un tempo Hammersmith Odeon) con uno show intitolato Before The Dawn. Secondo il sito specializzato in compravendita, anche tra privati, dei biglietti, la ricerca dei tagliandi della cantante è salita del 432%, superando persino le richieste per gli show di Lady Gaga e Katy Perry.. Il primo concerto della serie si è tenuto il 26 agosto 2014. Il 31 agosto 2014 Kate Bush stabilisce un nuovo record diventando la prima artista femminile ad avere otto album insieme nello stesso momento in classifica, con due album nei primi dieci posti (The Whole Story e Hounds of Love) e altri sei nei primi quaranta (50 Words for Snow, The Kick Inside, The Sensual World, The Dreaming, Never for Ever e Lionheart), seconda solo ad Elvis Presley con 12 album in top 40 a seguito della sua morte nel 1977 e i Beatles con 11 album nel 2009.
Nel 2022 Running Up That Hill è stato inserito nella quarta stagione della serie televisiva Stranger Things. In conseguenza a ciò ha riscoperto grande popolarità ed è rientrato nelle principali classifiche mondiali: in Australia e Nuova Zelanda è arrivato ai vertici delle classifiche, così come anche in madrepatria dove ha superato Cher nel divenire l'artista più anziana nella storia ad ottenere un primo posto nel Regno Unito, mentre nella Billboard Hot 100 statunitense ha raggiunto la 3ª posizione, divenendo il primo singolo della cantante a varcare la top five del paese. Nel giugno del 2023 la canzone ha raggiunto un miliardo di ascolti, a livello mondiale, su Spotify.

## Vita privata
È sposata con il chitarrista Dan McIntosh, con il quale ha avuto un figlio, Bertie, nato nel 1998, che ha spesso attivamente preso parte ai suoi progetti musicali, come ad esempio il concerto Before the Dawn del 2014. In precedenza, la cantante ha intrattenuto una lunga relazione con il cantautore ed ingegnere del suono Del Palmer. È vegetariana.

## Discografia

### Album in studio
- 1978 - The Kick Inside
- 1978 - Lionheart
- 1980 - Never for Ever
- 1982 - The Dreaming
- 1985 - Hounds of Love
- 1989 - The Sensual World
- 1993 - The Red Shoes
- 2005 - Aerial
- 2011 - Director's Cut
- 2011 - 50 Words for Snow